# Antiguo convento de Sancti Spiritus
El antiguo convento de Sancti Spiritus fue un convento situado en la ciudad española de Segovia. En la actualidad es la sede de la Subdelegación de Defensa en Segovia.

## Historia
Situado a orillas del arroyo Clamores, ahora soterrado, su primera mención data del año 1257 por el historiador D. Diego de Colmenares en su Historia de la insigne Ciudad de Segovia y compendio de las historias de Castilla. Su función principal fue la de acoger y criar niños desamparados de sus padres, los denominados “expósitos”.
En 1573 por bula del Papa Gregorio XIII, que se conserva en el Archivo de Segovia, pasó a ser posesión del Ayuntamiento de Segovia. Su cometido era el de hospital de bubas y sudores para resfriados, especialmente para cuidado del personal que trabajaba en las pañerías.
En 1763 la ermita es también cedida al Ayuntamiento por el Convento Hospital de San Juan de Dios. Entre 1902 y 1936, se convierte en prisión del Parque de Artillería. En 1935 se construye el lavadero municipal.
En 1944 el Ayuntamiento lo vendió al Ramo de la Guerra para la instalación de los Servicios de Intendencia. Desde el 3 de julio de 1995 es la sede de la Subdelegación de Defensa en Segovia.